# Dragon Ball: Final Bout
Dragon Ball: Final Bout  (ドラゴンボール ファイナルバウト, Doragon Bōru Fainaru Bauto), bekend in Noord-Amerika als Dragon Ball GT: Final Bout, is een vechtspel voor de PlayStation. Het werd geproduceerd en uitgebracht door Bandai in Japan, delen van Europa, en Noord-Amerika in 1997. Het spel werd heruitgebracht in het Verenigd Koninkrijk in 2002 en in Noord-Amerika in 2004. Het spel is de eerste game van de series die volledig in 3D is gemaakt, en de laatste Dragon Ball game geproduceerd voor de console. Er zou geen nieuwe Dragon Ball-game voor de consoles verschijnen tot Dragon Ball Z: Budokai in 2002.

## Stemacteurs
| Personage   | Stemacteur                 |
| ----------- | -------------------------- |
| Son Goku    | Masako Nozawa              |
| Vegeta      | Ryo Horikawa               |
| Piccolo     | Toshio Furukawa            |
| Trunks      | Takeshi Kusao              |
| Kid Goku    | Masako Nozawa              |
| Pan         | Yūko Minaguchi             |
| Son Gohan   | Masako Nozawa              |
| Cell        | Norio Wakamoto             |
| Baby Vegeta | Yusuke Numata              |
| Frieza      | Ryusei Nakao               |
| Kid Buu     | Kōzō Shioya                |
| Vegito      | Masako Nozawa/Ryo Horikawa |

## Ontvangst
| Beoordeeld door   | Datum             | Score |
| ----------------- | ----------------- | ----- |
| Mega Score        | februari 1998     | 89%   |
| Gamesmania        | 31 juli 2002      | 42%   |
| NowGamer          | 1 november 1997   | 39%   |
| Jeuxvideo.com     | 14 januari 2011   | 35%   |
| GameSpot          | 16 september 1997 | 33%   |
| Thunderbolt Games | 6 februari 2006   | 30%   |
| IGN               | 7 november 1997   | 30%   |
| Joypad            | oktober 1997      | 20%   |
| Joypad            | januari 1998      | 20%   |